# Pforten
Pforten ist ein Stadtteil der kreisfreien Stadt Gera in Thüringen.

## Geographische Lage
Pforten liegt zwischen der Kernstadt von Gera im Norden und den Geraer Ortsteilen Collis im Osten und Zwötzen im Süden. Es befindet sich am Unterlauf des Gessenbachs, der etwas weiter westnordwestlich in die Weiße Elster mündet.

## Geschichte
An der Stelle des nachfolgend genannten Rittergutes lag eine Befestigungsanlage. Auch auf dem Gipfelbereich des Pfortners Berges waren vorher Menschen ansässig. Man fand altsteinzeitliche Steingeräte. Auf der Nordseite wurde ein Faustkeil gefunden, der die These bestätigt. Es wurden auch noch weitere Funde geborgen. Die Anhöhe ist durch einen später angelegten Steinbruch nicht mehr fündig.
Pforten wurde 1333 als Phorte erstmals erwähnt und war Standort eines Ritterguts. Wolfgang Kahl weist den 19. August 1219 als urkundliche Ersterwähnung nach. Durch seine Nähe zur Stadt Gera wurde es frühzeitig industrialisiert; unter anderem befand sich hier die Pfortener Brauerei, die von 1864 bis 1994 in Betrieb war. Zum 1. Januar 1919 wurde Pforten gemeinsam mit zahlreichen weiteren Orten der Geraer Umgebung in die Stadt Gera eingemeindet.

### Rittergut Pforten
Das Rittergut Pforten war ein landtagsfähiges Rittergut. Mit dem Besitz des Rittergutes verbunden war die Patrimonialgerichtsbarkeit in Form der Ober- und Erbgerichtsbarkeit Pforten. Über das Vorwerk Zschippern, 12 Häuser in Gorlitzsch und 11 Häuser in Collis übte das Gut die Erbgerichtsbarkeit aus. 1836 wurde die hohe Gerichtsbarkeit an das Kriminalgericht Gera abgegeben. Die niedere Gerichtsbarkeit wurde 1855 freiwillig abgegeben.

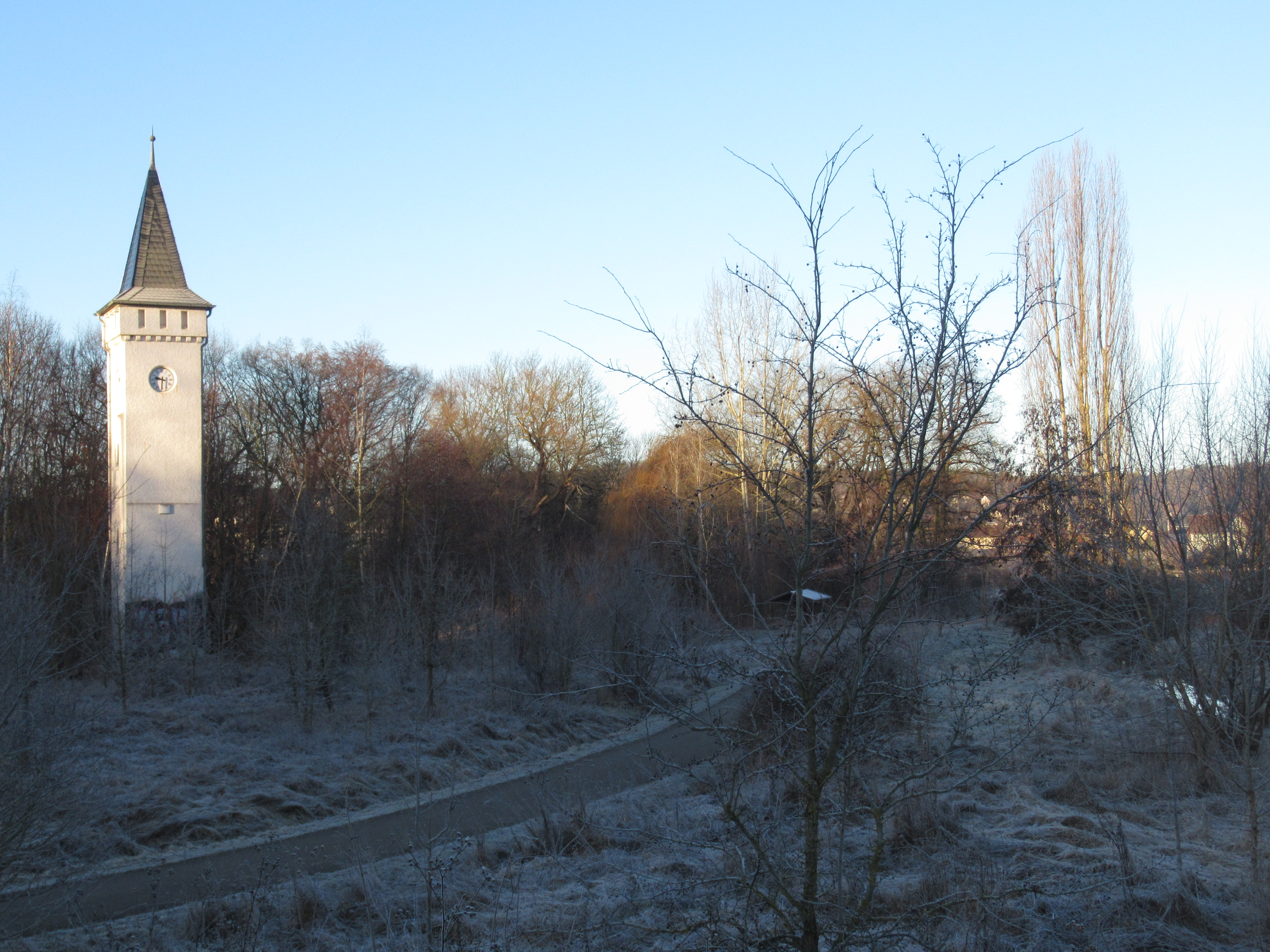
Artenschutzturm, nach 2003 der einzige Rest vom Pfortener Gut

Das Rittergut Pforten entstand 1662 aus einer Erbteilung und wurde vom Rittergut Kaimberg gelöst. Es war seit dem 16. Jahrhundert im Besitz der Familie von Ende, seit 1715 Seeligmann, seit 1717 Melzer, seit 1721 von Ingersleben, seit 1787 von Beust, seit 1806 Winckler, seit 1823 Ebeling, seit 1834 von Taubenheim und seit 1853 von Spangenberg. 1866 erwarb August Keil das Rittergut.
Ein im Stadtmuseum Gera ausgestellter Stadtplan (um 1900?) zeigt das Rittergut mit einem die Anlage komplett umschließenden Wassergraben.

## Kirche
St. Michael (Pforten)

## Politik
Pforten hat keine Ortsteilverfassung, somit auch keinen Ortsteilrat und keinen Ortsteilbürgermeister.

## Verkehr
Von 1901 bis 1969 war der Bahnhof Gera-Pforten in der Meuselwitzer Straße der Endpunkt der Gera-Meuselwitz-Wuitzer Eisenbahn („Wuitz-Mumsdorfer“). Das neugotische Backsteingebäude weist besonders an der Rückseite (ehemalige Bahnsteigseite) aber auch in vielen Elementen seiner markanten Vorderfront mit Treppengiebel und Uhrenturm große Übereinstimmungen zum bereits 1894 eröffneten Wörlitzer Bahnhof in Dessau auf, der ebenfalls vom Bauunternehmen Vering & Waechter errichtet worden ist. Von Pforten aus führte die Bahnlinie durch das Tal des Zaufensgrabens in nordöstliche Richtung.
Seit November 2006 ist Pforten über die Stadtbahnlinie 1 (Untermhaus–Heinrichstraße–Zwötzen) ans Netz der Geraer Straßenbahn angeschlossen.